# Višňová (ort i Liberec)
Višňová är en ort i Tjeckien.   Den ligger i regionen Liberec, i den norra delen av landet, 110 km norr om huvudstaden Prag. Antalet invånare är 1 319.